# 马克罗尼亚
马克罗尼亚（Makronia），是印度中央邦Sagar县的一个城镇。总人口14386（2001年）。

## 人口
该地2001年总人口14386人，其中男性7684人，女性6702人；0—6岁人口2235人，其中男1192人，女1043人；识字率72.89%，其中男性为79.78%，女性为65.00%。